# All-Ireland Senior Camogie Championship
| All Ireland Senior Camogie Championship                                          |                                         |
| Aktuelle Saison oder Meisterschaft: 2022 All-Ireland Senior Camogie Championship |                                         |
|                                                                                  |                                         |
| Irisch                                                                           | Craobh Shinsir Camógaíochta na hÉireann |
| Gegründet                                                                        | 1932                                    |
| Pokal                                                                            | O’Duffy Cup                             |
| Titelverteidiger                                                                 | Galway (4. Titel)                       |
| Meiste Titel                                                                     | Cork (28 Titel)                         |
| Fernsehpartner                                                                   | RTÉ2 Sky Sports                         |

Die All-Ireland Senior Camogie Championship ist eine Meisterschaft für Mannschaften aus verschiedenen irischen Grafschaften in der irischen Frauensportart Camogie. Die Spiele werden von der Camogie Association organisiert und in den Sommermonaten ausgetragen. Das All-Ireland Camogie-Finale findet am zweiten Sonntag im September im Croke Park in Dublin statt. Der Preis für das Siegerteam ist der O’Duffy Cup.
Die Endspiele der Camogie-Meisterschaft der Seniors sind in der Regel weniger ereignisreich als ihre Pendants der Männersportart Hurling. Es werden weniger Punkte erzielt und ein Tor fällt nur selten. Im Finale der Seniors 2018 erzielte das Siegerteam nur vierzehn Punkte, und die meisten Punkte im Spiel wurden durch die Vergabe von Freiwürfen erzielt. Zehn Punkte reichten aus, um den Sieger des Seniorfinales 2017 zu ermitteln. Der aktuelle Meister ist die Grafschaft Kilkenny, die Galway im Croke Park in Dublin besiegte.

## Teilnehmer
Jede der 29 von insgesamt 31 Grafschaften Irlands organisiert ihre eigenen Camogie-Veranstaltungen. Zwölf Grafschaften nahmen 2021 an der Meisterschaft teil, nachdem der Zwischenmeister, die Grafschaft Down, am Ende der Saison 2020 aufgestiegen ist. Diese Grafschaften sind: Clare, Cork, Down, Dublin, Galway, Kilkenny, Limerick, Offaly, Tipperary, Waterford, Westmeath und Wexford.

## Format
Die Grafschaften nehmen an einer Gruppenphase teil, wobei die besten Teams in die K.-o.-Runde einziehen. Im Jahr 2009 wurden die acht Mannschaften in zwei Vierergruppen aufgeteilt. In den anderen Jahren wurden die Teams in eine einzige Gruppe mit sechs bis acht Mannschaften eingeteilt. Die ersten beiden Meisterschaften wurden nach dem Prinzip der offenen Auslosung gespielt, bis das Verfahren 1934 für die Meisterschaften auf die für gälische Spiele traditionelle Vierer-Provinz-Struktur umgestellt wurde. Nach dem Rückzug von Connacht aus den Halbfinalspielen der Seniors zwischen den Provinzen wurde der Wettbewerb 1974 auf ein K.-o.-System mit offener Auslosung umgestellt.

## Einführung des Gruppensystems im Jahr 2006
Die Struktur der Meisterschaft wurde 2006 von einem K.-o.-System auf ein Rundensystem umgestellt. Das System wurde trotz anfänglicher Kritik beibehalten. Bei vier der ersten sechs Meisterschaften nach dem neuen Format (2006, 2008, 2010 und 2011) kam es zu einer Besonderheit: Die unterlegenen All-Ireland-Finalisten schlugen den späteren Meister in der Gruppenphase, um dann im All-Ireland-Finale gegen denselben Gegner zu verlieren:
- 2006 schlug Tipperary in der Gruppenphase Cork mit 3-8 zu 1-10 und verlor dann das Finale mit 0-12 und 0-4.
- 2008 schlug Cork in der Gruppenphase Galway mit 1-9 zu 0-9, verlor aber das Finale mit 2-10 zu 1-8,
- 2010 schlug Galway in der Gruppenphase Wexford mit 1-8 zu 0-10, verlor aber das Finale mit 1-12 und 1-10.
- Und 2011 schlug Galway in der Gruppenphase Wexford mit 2-14 zu 0-9 und verlor dann das Finale mit 2-7 zu 1-8.

## Gewinner nach Grafschaft
Cork hat die All-Ireland Senior Camogie Championship am häufigsten gewonnen – nämlich achtundzwanzig mal. Dublin hat 26 Titel. Dublin gewann seinen ersten All-Ireland-Titel im Jahr 1932 und dominierte den Wettbewerb in den folgenden 35 Jahren. Zwischen 1948 und 1955 gewannen sie acht Titel in Folge. Zwei Jahre später, 1957, begann für Dublin eine weitere große Erfolgsserie, die 1966 mit dem zehnten All-Ireland-Titel in Folge endete. Wären die Niederlagen 1947, 1956 und 1967 nicht gewesen, hätte Dublin 21 All-Ireland-Titel in Folge gewinnen können. Zwanzig Jahre lang, von 1974 bis 1994, dominierte das Camogie-Team aus Kilkenny die Meisterschaft. Zwischen 1999 und 2006 gewann Tipperary fünf All-Ireland-Titel bei acht aufeinanderfolgenden Finalteilnahmen. Seit 1998 hat Cork neun All-Ireland-Titel gewonnen, den letzten im Jahr 2018.
Sechs Grafschaften – Louth (1934 und 1936), Waterford (1945), Down (1948), Derry (1954), Mayo (1959) und Limerick (1980) – standen jeweils im All-Ireland-Finale, ohne jemals den O’Duffy Cup zu gewinnen, während London 1949 und 1950 im „richtigen“ All-Ireland-Finale stand, das praktisch ein Play-off zwischen dem All-Ireland-Meister und dem britischen Provinzmeister war. Drei Grafschaften – Kildare (1933), Cavan (1940 und 1941) und Clare (1944 und 1978) – haben am All-Ireland-Halbfinale teilgenommen, ohne sich je für ein Finale zu qualifizieren. Es folgt eine Liste der besten Grafschaftsteams nach Anzahl der Siege:
| Grafschaft | Siege | Jahr(e) | Vizemeister | Jahreszahl(en) Vizemeister                                                                                                   |
| ---------- | ----- | --- | ----------- | --- |
| Cork       | 28    | 1934, 1935, 1936, 1939, 1940, 1941, 1970, 1971, 1972, 1973, 1978, 1980, 1982, 1983, 1992, 1993, 1995, 1997, 1998, 2002, 2005, 2006, 2008, 2009, 2014, 2015, 2017, 2018 | 21          | 1938, 1942, 1943, 1955, 1956, 1968, 1974, 1975, 1981, 1987, 1988, 1989, 1991, 1996, 2000, 2003, 2004, 2007, 2012, 2016, 2021 |
| Dublin     | 26    | 1932, 1933, 1937, 1938, 1942, 1943, 1944, 1948, 1949, 1950, 1951, 1952, 1953, 1954, 1955, 1957, 1958, 1959, 1960, 1961, 1962, 1963, 1964, 1965, 1966, 1984             | 10          | 1935, 1941, 1947, 1967, 1976, 1978, 1982, 1983, 1985, 1986                                                                   |
| Kilkenny   | 14    | 1974, 1976, 1977, 1981, 1985, 1986, 1987, 1988, 1989, 1990, 1991, 1994, 2016, 2020                                                                                     | 10          | 1970, 1995, 1999, 2001, 2009, 2013, 2014, 2017, 2018, 2019                                                                   |
| Wexford    | 7     | 1968, 1969, 1975, 2007, 2010, 2011, 2012 | 5           | 1971, 1977, 1990, 1992, 1994                                                                                                 |
| Antrim     | 6     | 1945, 1946, 1947, 1956, 1967, 1979 | 10          | 1944, 1950, 1951, 1952, 1957, 1963, 1964, 1966, 1969, 1973                                                                   |
| Tipperary  | 5     | 1999, 2000, 2001, 2003, 2004 | 10          | 1949, 1953, 1958, 1961, 1965, 1979, 1984, 2002, 2005, 2006                                                                   |
| Galway     | 4     | 1996, 2013, 2019, 2021 | 16          | 1932, 1933, 1937, 1939, 1940, 1946, 1960, 1962, 1993, 1997, 1998, 2008, 2010, 2011, 2015, 2020                               |
| Louth      | 0     | | 2           | 1934, 1936 |
| Waterford  | 0     | | 1           | 1945 |
| Down       | 0     | | 1           | 1948 |
| Derry      | 0     | | 1           | 1954 |
| Mayo       | 0     | | 1           | 1959 |
| Limerick   | 0     | | 1           | 1980 |

## Höhepunkte und Ereignisse
Zu den Höhepunkten und Ereignissen in der Geschichte der Meisterschaft gehören:
- Das erste Endspiel, in dem Dublin, angeführt von Verbandspräsidentin Máire Gill und unterstützt von zwei Spielern aus Bray, Galway im Sommer 1933 auf dem Galway Sportsfield mit 3-2 zu 0-2 besiegte. Schiedsrichter war Stephen Jordan TD.
- Sechs Tore (von insgesamt sieben für Cork) erzielte Kitty Buckley von Old Aloysius im Endspiel 1941 zwischen Cork und Dublin.
- Das Endspiel von 1942, das zum ersten Mal im Radio übertragen wurde, und das Endspiel von 1943 zwischen Dublin und Cork, das einen Zuschauerrekord von 9.136 Personen verzeichnete. Auf Grund ungenauer Zahlen für das Endspiel von 1962, das möglicherweise eine höhere Zuschauerzahl verzeichnete, stellte es einen Rekord auf, der bis 1995 bestand.
- Die rivalisierenden „offiziellen“ und „inoffiziellen“ Endspiele von 1945 waren das Ergebnis von Spaltungen im Verband, die zwischen 1938 und 1951 immer wieder auftraten, wobei es eine Reihe von „offiziellen“ und „inoffiziellen“ Wettbewerben, „neue“ und „alte“ Verbände und weit verbreitete Verwirrung gab. Cork hatte sich aus der Munster-Meisterschaft 1944 zurückgezogen und Dublin aus der All-Ireland-Championship 1945, da es einen Streit um männliche Funktionäre gab.
- Das Endspiel 1946 im Corrigan Park, bei dem Antrim Cork bei Tageskassengeldern von 230 Pfund besiegte, führte dazu, dass die Presse den Corrigan Park als „Heimat des Camogie“ bezeichnete.[5]
- Das Endspiel von 1948, das der CIE-Club gewann, der Dublin in großer Zahl vertrat, als der Grafschaftsvorstand mit dem Verband im Streit lag.
- Das Heimfinale von 1949, in dem Kathleen Cody 6-7 Punkte von Dublins insgesamt 8-7 Punkten im Finale erzielte.
- Dublins Siegesserie, die die längste in der Geschichte der gälischen Spiele war: 18 von 19 Titeln wurden zwischen 1948 und 1966 gewonnen. In der Leinster-Meisterschaft waren sie zwischen dem 26. Juli 1936 und dem 2. Juni 1968 ungeschlagen. Kathleen Mills gewann zwischen 1941 und 1962 15 All-Ireland-Medaillen. Sophie Brack gewann acht All-Ireland-Medaillen in Folge und nahm an neun aufeinanderfolgenden Endspielen teil. Úna O’Connor gewann zehn All-Ireland-Medaillen.
- Die vier Tore von Sophie Brack im Finale im Jahr 1951.
- Das Finale im Jahr 1955 zwischen Dublin und Cork, das als das beste seiner Zeit gilt, in dem die Leistung von Sophie Brack als beste Einzelleistung gewertet wird.
- Antrims Sieg über Dublin im Halbfinale 1956, das einen 19-fachen Sieg in Folge verhinderte, in dem Marian Kearns den Siegtreffer erzielte. Antrims Star-Torhüterin beim Halbfinal- und Finalsieg über Cork, Theresa Cairns, war erst 14 Jahre alt.
- Dublins Revanche-Sieg gegen Antrim 1957 mit einem Last-Minute-Siegtreffer von Bríd Reid, dem eine dramatische Torwartparade von Eileen Duffy folgte.
- Judy Doyles vier Tore im Finale von 1964 und fünf Tore im Finale von 1965.
- Das außergewöhnliche Ende des Halbfinales 1966 zwischen Dublin und Tipperary, als Tipperary in der Erwartung, mit einem Punkt gewonnen zu haben, nach einer eilig einberufenen Zentralratssitzung in einem nahe gelegenen Hotel erfuhr, dass sie wegen eines Punktes verloren hatten.
- Der „und Mairéad muss ein Tor erzielen“-Moment am Ende des Endspiels von 1966, als Mairéad Carabine einen fallenden Ball um Zentimeter über die Latte lenkte. Ein Tor hätte ein Wiederholungsspiel für Antrim gegen Dublin bedeutet.
- Sue Cashmans Ausgleichstreffer für Antrim im Finale von 1967; das Wiederholungsspiel gewann die Mannschaft dank einer großartigen Leistung von Mairéad McAtamney.
- Wexfords bahnbrechender Sieg im Jahr 1968.
- Die Leistung von Liz Garvan, die Cork 1970 wieder auf das Podium brachte, indem sie 3-6 von 5-7 für Cork im Finale erzielte.
- Die Saison 1973, als die All-Ireland-Championship zu ihrem ursprünglichen Format, der offenen Auslosung, zurückkehrte.
- Cally Riordan aus Cork wurde die einzige Spielerin (auch von den Männern), die an einem Tag zwei All-Ireland-Medaillen gewann, als sie im Finale 1973 sowohl für die Juniors- als auch für die Seniors-Mannschaft antrat.
- Der Sieg von Kilkenny nach der Wiederholung des Finales 1974 dank eines Siegtreffers von Ursula Grace und der Leistung der jungen Angela Downey als Spielerin des Spiels.
- Gretta Quigleys Leistung, als sie Wexford 1975 als Kapitänin einen Tag nach ihrer Hochzeit zum Sieg führte.
- Corks letzter Punkt von Mary O’Leary, der Schwester von Seánie, für den Sieg im Finale 1982.
- Angela Downeys berühmtes Tor im Jahr 1989, das sie trotz des Verlusts von Hurley und Rock erzielte, als sie auf das Tor zulief.
- Die drei Tore von Lynn Dunlea im Finale 1993.
- Linda Mellericks Tor in letzter Minute im Jahr 1995, das Cork den Sieg über Kilkenny sicherte.
- Galways Durchbruchsieg 1996 durch zwei Tore der 18-jährigen Denise Gilligan.
- Irene O’Keeffes zwei Tore in der ersten Halbzeit 1998, mit denen Cork das erste Finale gewann, das live im Fernsehen übertragen wurde.
- Tipperarys bahnbrechender Sieg 1999 mit der 14-jährigen Claire Grogan im Team und der Titelerhalt im folgenden Jahr mit zwei frühen Toren von Deirdre Hughes und der anschließenden Rivalität mit Cork. Tipperary gewann in sechs Jahren fünf All-Ireland-Championships.
- Sechs Tore wurden bei der All-Ireland Senior Camogie Championship 2012 ausgetauscht, das als eines der besten Spiele aller Zeiten gilt, bei dem Wexford am Ende als Sieger hervorging, wobei Ursula Jacob 2-7 von Wexfords 3-13 erzielte.
- Galways erster All-Ireland-Titel seit 1996 bei der All-Ireland Senior Camogie Championship 2013 und Therese Mahers herausragende Leistung, als sie nach 16 Jahren ihre hart erspielte Medaille erhielt.

## All-Ireland Camogie-Finale der Seniors
Die erste Zahl in der Torschützenliste jeder Mannschaft ist die Anzahl der erzielten Tore (entspricht jeweils 3 Punkten) und die zweite Zahl ist die Anzahl der erzielten Punkte; die Zahlen werden kombiniert, um den Sieger eines Spiels in gälischen Spielen zu ermitteln. Die Spieldauer wurde für die Meisterschaft 1934 und die folgenden Meisterschaften bis 1987 von 40 auf 50 Minuten und für die Meisterschaften ab 1988 von 50 auf 60 Minuten erhöht. Die Punktesperre wurde für die Meisterschaften ab 1979 aufgehoben. Die Anzahl der Mannschaften wurde für die Meisterschaften ab 1999 von 12 auf 15 erhöht.
| Jahr               | Datum    | Sieger    | Punkte | Zweiter   | Punkte | Austragungsort | Zuschauer | Kapitänin          | Schiedsrichter              |
| ------------------ | -------- | --------- | ------ | --------- | ------ | -------------- | --------- | ------------------ | --------------------------- |
| 1932               | 30 Juli  | Dublin    | 3-02   | Galway    | 0-02   | Galway Sp.     | 1000      | Máire Gill         | Stephen Jordan (Galway)     |
| 1933               | 17. Dez  | Dublin    | 9-02   | Galway    | 4-00   | Killester      | 1000      | Máire Gill         | Julian McDonnell (Meath)    |
| 1934               | 28. Okt  | Cork      | 4-03   | Louth     | 1-04   | Croke Park     | 3500      | Kathleen Delea     | Tommie Ryan (Tipperary)     |
| 1935               | 24. Nov  | Cork      | 3-04   | Dublin    | 4-00   | Cork Ath Gds   | 2000      | Josie McGrath      | Tommie Ryan (Tipperary)     |
| 1936               | 11. Okt  | Cork      | 6-04   | Louth     | 3-03   | Croke Park     | 2000      | Kathleen Cotter    | Peg Morris (Galway)         |
| 1937               | 28. Nov  | Dublin    | 9-04   | Galway    | 1-00   | Croke Park     | 5000      | Mary Walsh         | Lil Kirby (Cork)            |
| 1938               | 30. Okt  | Dublin    | 5-00   | Cork      | 2-03   | Cork Ath Gds   | 2000      | Emmy Delaney       | Peg Morris (Galway)         |
| 1939               | 12. Nov  | Cork      | 6-01   | Galway    | 1-01   | Croke Park     | 5000      | Renee Fitzgerald   | Vera Campbell (Tyrone)      |
| 1940               | 13. Okt  | Cork      | 4-01   | Galway    | 2-02   | Croke Park     | 3000      | Lil Kirby          | Vera Campbell (Tyrone)      |
| 1941               | 12. Okt  | Cork      | 7-05   | Dublin    | 1-02   | Croke Park     | 4000      | Kathleen Buckley   | Peg Morris (Galway)         |
| 1942               | 25. Okt  | Dublin    | 1-02   | Cork      | 1-02   | Croke Park     | 4000      |                    | Seán Gleeson (Tipperary)    |
| Wiederholungsspiel | 15. Nov  | Dublin    | 4-01   | Cork      | 2-02   | Croke Park     | 6100      | Peggy Griffin      | Seán Gleeson (Tipperary)    |
| 1943               | 17. Okt  | Dublin    | 8-00   | Cork      | 1-01   | Croke Park     | 9136      | Peggy Griffin      | Vera Campbell (Tyrone)      |
| 1944               | 5. Nov   | Dublin    | 5-04   | Antrim    | 0-00   | Corrigan Pk    | 2600      | Doreen Rogers      | Seán Gleeson (Tipperary)    |
| 1945               | 30. Sept | Antrim    | 5-02   | Waterford | 3-02   | Cappoquin      | 2500      | Marie O’Gorman     | Seán Gleeson (Tipperary)    |
| 1946               | 29. Sept | Antrim    | 4-01   | Galway    | 2-03   | Corrigan Pk    | 5000      | Marjorie Griffin   | Michael Hennessy (Clare)    |
| 1947               | 9. Nov   | Antrim    | 2-04   | Dublin    | 2-01   | Corrigan Pk    | 5000      | Celia Quinn        | Celia Mulholland (Galway)   |
| 1948               | 23. Okt  | Dublin    | 11-04  | Down      | 4-02   | Croke Park     | 1500      | Sophie Brack       | James Byrne (Waterford)     |
| 1949               | 30. Okt  | Dublin    | 8-06   | Tipperary | 4-01   | Roscrea        | 6000      | Doreen Rogers      | Celia Mulholland (Galway)   |
|                    | 4. Dez   | Dublin    | 9-03   | London    | 2-02   | Croke Park     | 700       | Doreen Rogers      | Kathleen O’Duffy (Dublin)   |
| 1950               | 3. Dez   | Dublin    | 6-05   | Antrim    | 4-01   | Croke Park     | 3000      | Pat Raftery        | Celia Mulholland (Galway)   |
|                    | 26. März | Dublin    | 8-02   | London    | 1-02   | Mitcham        | 1300      | Pat Raftery        |                             |
| 1951               | 19. Aug  | Dublin    | 8-06   | Antrim    | 4-01   | Croke Park     | 4000      | Sophie Brack       | Celia Mulholland (Galway)   |
| 1952               | 10. Aug  | Dublin    | 5-01   | Antrim    | 4-02   | Croke Park     | 4000      | Sophie Brack       | Celia Mulholland (Galway)   |
| 1953               | 2. Aug   | Dublin    | 8-04   | Tipperary | 1-03   | Croke Park     | 4000      | Sophie Brack       | Lily Spence (Antrim)        |
| 1954               | 22. Aug  | Dublin    | 10-04  | Derry     | 4-02   | Croke Park     | 2000      | Sophie Brack       | Noreen Murphy (Cork)        |
| 1955               | 28. Aug  | Dublin    | 9-02   | Cork      | 5-06   | Croke Park     | 4192      | Sophie Brack       | Lily Spence (Antrim)        |
| 1956               | 30. Sept | Antrim    | 5-03   | Cork      | 4-02   | Croke Park     | 4100      | Madge Rainey       | Kathleen O’Duffy (Dublin)   |
| 1957               | 6. Okt   | Dublin    | 3-03   | Antrim    | 3-01   | Croke Park     | 7000      | Eileen Duffy       | Noreen Murphy (Cork)        |
| 1958               | 10. Aug  | Dublin    | 5-04   | Tipperary | 1-01   | Croke Park     | 6000      | Kathleen Mills     | Nancy Murray (Antrim)       |
| 1959               | 13. Sept | Dublin    | 11-06  | Mayo      | 1-03   | Croke Park     | 4000      | Bríd Reid          | Nancy Murray (Antrim)       |
| 1960               | 13. Nov  | Dublin    | 6-02   | Galway    | 2-00   | Croke Park     | 2800      | Doreen Brennan     | Eithne Neville (Limerick)   |
| 1961               | 8. Okt   | Dublin    | 7-02   | Tipperary | 4-01   | Croke Park     | 4000      | Gerry Hughes       | Maeve Gilroy (Antrim)       |
| 1962               | 12. Aug  | Dublin    | 5-05   | Galway    | 2-00   | Croke Park     | 9000      | Gerry Hughes       | Maeve Gilroy (Antrim)       |
| 1963               | 8. Sept  | Dublin    | 7-03   | Antrim    | 2-05   | Croke Park     | 3500      | Úna O’Connor       | Gloria Lee (Kildare)        |
| 1964               | 4. Okt   | Dublin    | 7-04   | Antrim    | 3-01   | Croke Park     | 3500      | Úna O’Connor       | Vera McDonnell (Mayo)       |
| 1965               | 19. Sept | Dublin    | 10-01  | Tipperary | 5-03   | Croke Park     | 3500      | Kathleen Ryder     | Nuala Kavanagh (Sligo)      |
| 1966               | 18. Sept | Dublin    | 2-02   | Antrim    | 0-06   | Croke Park     | 3500      | Kathleen Ryder     | Bernie Byrne (Mon’n)        |
| 1967               | 17. Sept | Antrim    | 4-02   | Dublin    | 4-02   | Croke Park     | 15879     |                    | Eithne Neville (Limerick)   |
| Replay             | 15. Okt  | Antrim    | 3-09   | Dublin    | 4-02   | Croke Park     | 3000      | Sue Cashman        | Eithne Neville (Limerick)   |
| 1968               | 15. Sept | Wexford   | 4-02   | Cork      | 2-05   | Croke Park     | 4500      | Mary Walsh         | Nancy Murray (Antrim)       |
| 1969               | 21 Sept  | Wexford   | 4-04   | Antrim    | 4-02   | Croke Park     | 4500      | Bridget Doyle      | Lil O’Grady (Cork)          |
| 1970               | 20. Sept | Cork      | 5-07   | Kilkenny  | 3-02   | Croke Park     | 4000      | Ann Comerford      | Nancy Murray (Antrim)       |
| 1971               | 19. Sept | Cork      | 4-06   | Wexford   | 1-02   | Croke Park     | 4000      | Betty Sugrue       | Lily Spence (Antrim)        |
| 1972               | 17. Sept | Cork      | 2-05   | Kilkenny  | 1-04   | Croke Park     | 4000      | Hannah Dineen      | Lily Spence (Antrim)        |
| 1973               | 16. Sept | Cork      | 2-05   | Antrim    | 3-01   | Croke Park     | 4000      | Marie Costine      | Phyllis Breslin (Dublin)    |
| 1974               | 15. Sept | Kilkenny  | 3-08   | Cork      | 4-05   | Croke Park     | 4000      |                    | Jane Murphy (Galway)        |
| Wiederholungsspiel | 6. Okt   | Kilkenny  | 3-03   | Cork      | 1-05   | Croke Park     | 5000      | Teresa O’Neill     | Jane Murphy (Galway)        |
| 1975               | 21. Sept | Wexford   | 4-03   | Cork      | 1-02   | Croke Park     | 4000      | Gretta Quigley     | Jane Murphy (Galway)        |
| 1976               | 19. Sept | Kilkenny  | 0-06   | Dublin    | 1-02   | Croke Park     | 6000      | Mary Fennelly      | Jane Murphy (Galway)        |
| 1977               | 18. Sept | Kilkenny  | 3-04   | Wexford   | 1-03   | Croke Park     | 4000      | Angela Downey      | Mary Lynch (Monaghan)       |
| 1978               | 17. Sept | Cork      | 6-04   | Dublin    | 1-02   | Croke Park     | 4000      | Nancy O’Driscoll   | Helena O’Neill (Kilkenny)   |
| 1979               | 9. Sept  | Antrim    | 2-03   | Tipperary | 1-03   | Croke Park     | 2900      | Mairéad McAtamney  | Sheila McNamee (Dublin)     |
| 1980               | 14. Sept | Cork      | 2-07   | Limerick  | 3-04   | Croke Park     | 2700      |                    | Rosina MacManus (Antrim)    |
| Wiederholungsspiel | 28. Sept | Cork      | 1-08   | Limerick  | 2-02   | Croke Park     | 3013      | Mary Geaney        | Rosina MacManus (Antrim)    |
| 1981               | 13. Sept | Kilkenny  | 3-09   | Cork      | 3-09   | Croke Park     | 3000      |                    | Phyllis Breslin (Dublin)    |
| Wiederholungsspiel | 4. Okt   | Kilkenny  | 1-09   | Cork      | 0-07   | Croke Park     | 3000      | Liz Neary          | Phyllis Breslin (Dublin)    |
| 1982               | 26. Sept | Cork      | 2-07   | Dublin    | 2-06   | Croke Park     | 3000      | Pat Lenihan        | Belle O’Loughlin (Down)     |
| 1983               | 25. Sept | Cork      | 2-05   | Dublin    | 1-06   | Croke Park     | 3413      | Cathy Landers      | Kathleen Quinn (Galway)     |
| 1984               | 9. Sept  | Dublin    | 5-09   | Tipperary | 2-04   | Croke Park     | 4219      | Anne Colgan        | Kathleen Quinn (Galway)     |
| 1985               | 15. Sept | Kilkenny  | 0-13   | Dublin    | 1-05   | Croke Park     | 3500      | Bridie McGarry     | Miriam Higgins (Cork)       |
| 1986               | 14. Sept | Kilkenny  | 2-12   | Dublin    | 2-03   | Croke Park     | 5000      | Liz Neary          | Betty Joyce (Cork)          |
| 1987               | 27. Sept | Kilkenny  | 3-10   | Cork      | 1-07   | Croke Park     | 5496      | Bridie McGarry     | Anne Redmond (Dublin)       |
| 1988               | 25. Sept | Kilkenny  | 4-11   | Cork      | 3-08   | Croke Park     | 4000      | Angela Downey      | Belle O’Loughlin (Down)     |
| 1989               | 24. Sept | Kilkenny  | 3-10   | Cork      | 2-05   | Croke Park     | 3024      | Ann Downey         | Kathleen Quinn (Galway)     |
| 1990               | 23. Sept | Kilkenny  | 1-14   | Wexford   | 0-07   | Croke Park     | 4000      | Breda Holmes       | Miriam Murphy (Cork)        |
| 1991               | 22. Sept | Kilkenny  | 3-08   | Cork      | 0-10   | Croke Park     | 4000      | Angela Downey      | Miriam O’Callaghan (Offaly) |
| 1992               | 27. Sept | Cork      | 1-20   | Wexford   | 2-06   | Croke Park     | 4000      | Sandie Fitzgibbon  | Áine Derham (Dublin)        |
| 1993               | 26. Sept | Cork      | 3-15   | Galway    | 2-08   | Croke Park     | 5400      | Linda Mellerick    | Miriam O’Callaghan (Offaly) |
| 1994               | 25. Sept | Kilkenny  | 2-11   | Wexford   | 0-08   | Croke Park     | 5000      | Ann Downey         | Maria Pollard (Waterford)   |
| 1995               | 24. Sept | Cork      | 4-08   | Kilkenny  | 2-10   | Croke Park     | 9874      | Denise Cronin      | Áine Derham (Dublin)        |
| 1996               | 22. Sept | Galway    | 4-08   | Cork      | 1-15   | Croke Park     | 10235     | Imelda Hobbins     | Áine Derham (Dublin)        |
| 1997               | 7. Sept  | Cork      | 0-15   | Galway    | 2-05   | Croke Park     | 10212     | Linda Mellerick    | Biddy Phillips (Tipperary)  |
| 1998               | 6. Sept  | Cork      | 2-13   | Galway    | 0-15   | Croke Park     | 10436     | Eithne Duggan      | John Morrissey (Tipperary)  |
| 1999               | 5. Sept  | Tipperary | 0-12   | Kilkenny  | 1-08   | Croke Park     | 15084     | Meadhbh Stokes     | Áine Derham (Dublin)        |
| 2000               | 3. Sept  | Tipperary | 2-11   | Cork      | 1-09   | Croke Park     | 12880     | Jovita Delaney     | Áine Derham (Dublin)        |
| 2001               | 16. Sept | Tipperary | 4-13   | Kilkenny  | 1-06   | Croke Park     | 16354     | Emily Hayden       | Áine Derham (Dublin)        |
| 2002               | 15. Sept | Cork      | 4-09   | Tipperary | 1-09   | Croke Park     | 13287     | Úna O’Donoghue     | Aileen Lawlor (Westmeath)   |
| 2003               | 21. Sept | Tipperary | 2-11   | Cork      | 1-11   | Croke Park     | 16183     | Úna O’Dwyer        | Áine Derham (Dublin)        |
| 2004               | 19. Sept | Tipperary | 2-11   | Cork      | 0-09   | Croke Park     | 24567     | Joanne Ryan        | Úna Kearney (Armagh)        |
| 2005               | 18. Sept | Cork      | 1-17   | Tipperary | 1-13   | Croke Park     | 14350     | Elaine Burke       | John Pender (Kildare)       |
| 2006               | 10. Sept | Cork      | 0-12   | Tipperary | 0-04   | Croke Park     | 20685     | Joanne O’Callaghan | Fintan McNamara (Clare)     |
| 2007               | 9. Sept  | Wexford   | 2-07   | Cork      | 1-08   | Croke Park     | 33154     | Mary Leacy         | John Morrissey (Tipperary)  |
| 2008               | 14. Sept | Cork      | 2-10   | Galway    | 1-08   | Croke Park     | 18727     | Cathriona Foley    | Eamonn Browne (Tipperary)   |
| 2009               | 13. Sept | Cork      | 0-15   | Kilkenny  | 0-07   | Croke Park     | 25924     | Amanda O’Regan     | Úna Kearney (Armagh)        |
| 2010               | 12. Sept | Wexford   | 1-12   | Galway    | 1-10   | Croke Park     | 17290     | Una Leacy          | Karl O’Brien (Dublin)       |
| 2011               | 11. Sept | Wexford   | 2-07   | Galway    | 1-08   | Croke Park     | 14974     | Ursula Jacob       | Mike O’Kelly (Cork)         |
| 2012               | 16. Sept | Wexford   | 3-13   | Cork      | 3-06   | Croke Park     | 15900     | Karen Atkinson     | Alan Lagrue (Kildare)       |
| 2013               | 15. Sept | Galway    | 1-09   | Kilkenny  | 0-07   | Croke Park     | 15063     | Lorraine Ryan      | Ger O’Dowd (Limerick)       |
| 2014               | 14. Sept | Cork      | 2-12   | Kilkenny  | 1-09   | Croke Park     | 12476     | Anna Geary         | John Dolan (Clare)          |
| 2015               | 13. Sept | Cork      | 1-13   | Galway    | 0-09   | Croke Park     | 16610     | Ashling Thompson   | R. Kelly (Kildare)          |
| 2016               | 11. Sept | Kilkenny  | 1-13   | Cork      | 1-09   | Croke Park     | 20037     | Michelle Quilty    | E Cassidy (Derry)           |
| 2017               | 10. Sept | Cork      | 0-10   | Kilkenny  | 0-09   | Croke Park     | 20438     | Rena Buckley       | O Elliott (Antrim)          |
| 2018               | 9. Sept  | Cork      | 0-14   | Kilkenny  | 0-13   | Croke Park     | 21467     | Aoife Murray       | E Cassidy (Derry)           |
| 2019               | 8. Sept  | Galway    | 3-14   | Kilkenny  | 0-17   | Croke Park     | 24730     | Sarah Dervan       | Ray Kelly (Kildare)         |
| 2020               | 12. Dez  | Kilkenny  | 1-14   | Galway    | 1-11   | Croke Park     | 0         |                    | Owen Elliott (Antrim)       |
| 2021               | 12. Sept | Galway    | 1-15   | Cork      | 1-12   | Croke Park     |           | Sarah Dervan       | Liz Dempsey (Kilkenny)      |